# فلوكونازول
فلوكونازول (بالإنجليزية: Fluconazole)‏ هو دواء مضاد للفطريات يستخدم لعلاج الالتهابات التي تسببها الفطريات والتي يمكن أن تصيب أي جزء من الجسم بما في ذلك الفم والحلق والمريء ومنطقة الأعضاء التناسلية والدم. يوجد على شكل مسحوق بلوري أبيض قليل الذوبان في الماء وقابل للذوبان في الكحول. ويعتبر دواء جديد نسبيا لمعالجة الفطريات. يستخدم لمعالجة الفطريات المهبلية عند النساء ولمعالجة فطريات الفم والبلعوم لدى المرضى الذين يعانون من خلل في الجهاز المناعي.

## الاستعمالات
يستخدم الفلوكونازول لعلاج الالتهابات التي تسببها الفطريات، والتي يمكن أن تصيب أي جزء من الجسم بما في ذلك الفم والحلق والمريء والرئتين والمثانة ومنطقة الأعضاء التناسلية والدم. كما يستخدم لمنع العدوى الفطرية لدى الأشخاص الذين لديهم جهاز مناعي ضعيف بسبب علاج السرطان أو زرع نخاع العظام أو أمراض مثل الإيدز.
يستخدم أيضًا لعلاج نوع معين من التهاب السحايا لدى الأشخاص المصابين بفيروس نقص المناعة البشرية الإيدز.

## التاثير الدوائي

### آلية العمل
يقتل الفطريات عن طريق تداخل مجموعة الآزول، في الفلوكونازول، مع أغشية الخلايا الخاصة بها، مما يتسبب في ظهور ثقوب في الغشاء الخلوي الفطري، فتتسرب محتويات الخلايا الفطرية، وتموت الفطريات. وتعد أغشية الخلايا في الفطرِيات ضرورية لبقائها. وبذلك تقتل الفطريات وتعالج العدوى.
.

### الأحياء الدقيقة
الفلوكونازول فعال ضد:
- برعمية ملهبة الجلد
- داء مبيضات فموي. داء المبيضات المهبلي(Vaginal )
- داء مستخفيات(Cryptococcosis)
- الفطر الكرواني
- مستخفية مورمة
- بشرويه
- مغمدة نوسجة
- بويغاء.
- الفطريات الشعرية

الافضلية الرئيسية لمعالجة الفطريات المهبلية بواسطة الفلوكونازول هي انه يمكن الاكتفاء بجرعة واحدة منه عن طريق الفم، بدلا من تناول العلاج لمدة اسبوع عن طريق المهبل.
في السنوات الاخيرة بدا استخدام الفلوكونازول لمعالجة المرضى المصابين بفطر المبيضة في الدم (Candida)، وعلى ما يبدو فان الفلوكونازول فعال في معالجة المرضى الذين يعانون من أنواع معينة من المبيضات (المبيضة البيضاء - Candida albicans، على سبيل المثال).

### المقاومة
المقاومة الفطرية للأدوية في آزول فئة يميل إلى أن يحدث تدريجيا على مدار المعالجة الدوائية لفترة طويلة.

## التعليمات

### طريقة التناول
كبسولات، مسحوق معلق، حقن تعطى في الوريد.

### عدد الجرعات
1 - 2 مرات في اليوم.
نسيان الجرعة:
ينبغي ان يتم تناوله فورا عند تذكره. إذا كان موعد الوجبة التالية يحين في غضون 6 ساعات، يجب تناول وجرعة واحدة في الحال وتخطي الجرعة التالية.

### الجرعة
50 - 400 مليغرام في اليوم.
تناول جرعة زائدة عارضة لا ينبغي ان يسبب أي قلق. ولكن، إذا لوحظت اية اعراض خاصة، أو إذا كانت الجرعة الزائدة كبيرة، ينبغي ابلاغ الطبيب.
بداية الفعالية:
قد تمر عدة أيام حتى يتسنى الشعور بالتاثير الإيجابي الكامل.

### التخزين والحفظ
يجب حفظه في عبوة محكمة الاغلاق في مكان بارد وجاف، بعيدا عن متناول ايدي الأطفال.
- تحفظ الأقراص في درجة حرارة الغرفة.
- تحفظ الأقراص بعيداً عن الرطوبة، ولا يجري تخزينها في الحمام أو المطبخ.
- يحفظ الشراب «المعلق» في درجة حرارة الغرفة أو في الثلاجة، ولا يُجمَّد. ولكن، يجب التخلص من أي جزء من الدواء غير المستعمل، وذلك بعد أسبوعين من بداية تناوله.

وقف الدواء:
يجب اتمام كل العلاج المقرر بالكامل. وحتى لو بدا ان العدوى قد زالت، يوصى بعدم التوقف عن تناول الدواء دون استشارة الطبيب.

## التخليق
يمكن تصنيع الفلوكونازول من مشتقات. الأسيتوفينون المهلجن.

## تحذيرات

### اثناء الحمل
لم يعرف، بعد، مدى مامونية هذا الدواء. وقد اظهرت الأبحاث التي اجريت على الحيوانات وجود عيوب في الاجنة وحدوث الولادة قبل موعدها عند تناول جرعات أكبر بــ 20 حتى 60 ضعفا من الجرعة الموصى بها للبشر. لا ينصح بتناول هذا الدواء الا إذا كانت الفائدة للام تبرر المخاطر على الجنين. يجب استشارة الطبيب

### الرضاعة
لم يثبت ان استعمال الدواء امن للمرضعات. لا ينصح بتناوله.

### الأطفال والرضع
يجب تقليل وملائمة الجرعة حسب الجيل والوزن.

### كبار السن
لا توجد مشاكل خاصه.

## التداخلات الدوائية
• يجب ألاَّ يتناول أقراص الفلوكونازول بالمشاركة مع أي من الأدوية التالية، لأنه عندما يجري تناول الفلوكونازول عن طريق الفم معها، يمكن أن ترتفع المستويات الدموية لهذه الأدوية، مما يؤدي إلى زيادة خطر التأثيرات الجانبية:
- البيبريديل Bepridil (دواء حاصِر لقنوات الكالسيوم، تعالج به الذبحة الصدرية).
- السِّيلوستازول Cilostazol (دواء تعالج به أمراض الأوعية المحيطية).
- السِّيسابريد Cisapride (دواء منشط لحركة المعدة والأمعاء).
- الدَّاريفيناسين Darifenacin (دواء يعالج به السلس البولي).
- الديسوبيراميد Disopyramide (دواء مخمد للقلب).
- الإِليتربتان Eletriptan (دواء تعالج به الشقيقة).
- الإِبليرينون Eplerenone (دواء يعالج به فشل القلب المزمن).
- الميثيسرجيد Methysergide (دواء مضادّ للسيروتونين).
- الإِرغوتامين Ergotamine وثنائي هيدرو الإِرغوتامين Dihydroergotamine (دواء لمعالجة الشَّقيقة) والأدوية المماثلة.
- الهالوفانترين Halofantrine (دواء مضاد للملاريا).
- البيموزيد Pimozide (دواء مضاد للذُّهان).
- الكِينيدين Quinidine (دَواء مبطئ لِلقلب).
- الإيفابرادين Ivabradine (دواء تُعالَج به الذَّبحة الصَّدريَّة).

- الميدازولام Midazolam (مهدئ ومُضادّ اختِلاج).
- الميزولاستين Mizolastine (مُضادّ تَحسُّس).
- النِّيزولدبِّين Nisoldipine (دواء حاصِر لقنوات الكالسيُوم).
- السِّيرتيندول Sertindole (دَواء مُضادُّ ذُهان).
- السِّيروليموس Sirolimus (دَواء مثبِّط للمَناعَة).
- التِّرفينادين Terfenadine (دَواء مُضادّ للهيستامين).
• كما قد يزيد الفلوكونازول أيضاً من المستويات الدَّمويَّة لأدوية مختلفة أخرى، ويمكن أن يزيدَ من خطر آثارها الجانبيَّة ما يلي:
- مُثبِّطات البروتياز protease inhibitors التي تعالج بها العَدوى بفيروس الإيدز، مثل الأَمبرينافير Amprenavir والأَتازانافير Atazanavir واللُّوبينافير Lopinavir والرِّيتونافير Ritonavir... إلخ.
- البِنـزوديازبِّينات Benzodiazepine (من الأَدويةِ المُهَدِّئة والمُرخِية للعَضَلات)، مثل الديازيبام Diazepam والتِّيمازيبام Temazepam.
- حاصِرات قَنوات الكالسيُوم، مثل الفيراباميل Verapamil (دواءٌ للذَّبحة الصَّدرية) والنِّيفيديبين Nifedipine.
- الدُّوسيتاكسيل Docetaxel (دواءٌ كيميائيٌّ مُضادٌّ للانقسام الخلوي).
- الكَربامازبِّين Carbamazepine (مُضادُّ صَرع ومعدِّل للمِزاج).
- السِّيكلوسبورين Ciclosporin (دَواءٌ مثبِّط للمَناعَة).
- الدُّومبِيرِيدُون Domperidone (مُضادٌّ للقَيء).
- الستيرويدات القشريَّة، مثل ميثيل بردنيزولون Methlyprednisolone.
- الفياغرا Viagra (دواءٌ جِنسي).
- التَّاكروليماس Tacrolimus (دَواءٌ مثبِّط للمَناعَة).
- قد يؤدِّي الهيدروكلوروثيازيد Hydrochlorothiazide إلى زيادةٍ كبيرة في التَّركيز الدموي للفلوكونازول عن طريق الحدِّ من طرحه عن طريق الكلى، ممَّا قد يؤدِّي إلى زيادة الآثار الجانبيَّة للفلوكونازول.
- يُعزِّز الفلوكونازول التَّأثيرَ المضادَّ لتخثُّر الدم للأدوية المضادَّة للتخثُّر، مثل الوارفارين Warfarin.
- عندما يكون هناك انخفاضٌ في مستوى الحموضة في المعدَة، يقلُّ امتصاصُ الفلوكونازول؛ وهذا ما يمكن أن يجعلَه أقلَّ فعَّالية في مُعالجة العَدوَى. ولهذا السَّبب، يجب عدمُ تناول الأدوية المضادَّة للحموضة (في حالات عُسر الهضم أو الحرقة الهضميَّة) لمدَّة ساعتين على الأقل بعدَ تَناوُل أَقراص الفلوكونازول إذا كان المريضُ يأخذ الأدوية التي تقلِّل من الحموضة في المعدة (مثل الرَّانتيدين Ranitidine أو السِّيميتيدين Cimetidine، أو مثبطِّات مضخَّة البروتون مثل الأُوميبرازول Omeprazole أو اللانسوبرازول lansoprazole).
- تُقلِّل الأدويةُ التَّالية من مِقدار الفلوكونازول في الدَّم، ويمكن أن تجعلَ منه أقلَّ فاعلية في مُعالجة العَدوَى الفطريَّة:

- الكَربمازبِّين Carbamazepine (مُضادُّ صَرع ومعدِّل للمِزاج).
- الإِيزونيازيد Isoniazid (دواء للسُّل).
- الفينيتوئين Phenytoin (دَواءٌ مُضادٌّ للصَّرع ولاضطِرابِ نَظمِ القَلب).
- الرِّيفامبيسين Rifampicin (مُضادٌّ حَيَوِيٌّ).
- قد تكون هناك أدويةٌ أخرى يمكن أن تؤثِّر أو تتأثَّر بالفلوكونازول. وتشملُ هذه الأدويةُ الفيتاميناتِ والمعادنَ والمنتجات العشبية والعقاقير الموصوفة من قبل الأطبَّاء الآخرين. ويجب عَدمُ البَدء باستخدام دواءٍ جديد دون استشارة الطَّبيب العملية الجراحية والتخدير:

يجب ابلاغ الطبيب الجراح أو الطبيب المخدر عن استعمال هذا الدواء.

## الأثار الجانبية
- صداع، يمكن علاجُه بمسكنات الآلام البسيطة.
- آلام في البطن.
- غثيان أو قيء. ويمكن أن يفيد استعمال وجبات صغيرة متكررة والعناية بنظافة الفم ومص حلوى جافة أو مَضغ اللبان «العلكة» للتخفيف من ذلك.
- إسهال.
- طفح جلدي

## الأسماء التجارية
ديفلوكان DIFLUCAN، كانديور CANDEUR، كانديفاست CANDIVAST، ديوراكين DURACAN، فلوكازول FLOCAZOLE، فلونازول FLONAZOL، فلوكانيد FLUCAND، فلوكون FLUCON